# نقابة المعلمين (الأردن)
نقابة المعلمين الأردنيين هي هيئة نقابية مهنية ذات شخصية اعتبارية، تأسست سنة 2011 في الأردن، وتضم المعلمين والمعلمات الأردنيين.
في سبتمبر 2019 مارست النقابة شكلاً من إشكال الإضراب المهني داعية المعلمين عن التوقف عن تقديم خدماتهم في مجال التعليم حتى يتم النظر في مطالبهم المتمثلة في تحسين الرواتب والعلاوات.

## وقف عمل النقابة 2020
في 25 يوليو سنة 2020، تقرر إيقاف أعمال النقابة لمدة سنتين وإغلاق كافة فروعها في المملكة، كما وتقرر كف يد أعضاء مجلس النقابة وهيئات الفروع وإدارتها. وتشكيل لجنة مؤقتة تابعة لوزارة التربية والتعليم لتسيير أعمال النقابة